# Kościół Marcina Lutra w Gliwicach-Łąbędach
Kościół Marcina Lutra – kościół filialny należący do parafii ewangelicko-augsburskiej w Gliwicach. Mieści się przy ulicy Strzelców Bytomskich w Gliwicach, na osiedlu Łabędy, w województwie śląskim.

## Historia
Budowa świątyni została rozpoczęta w 1902 roku. We wrześniu 1902 roku kościół został poświęcony. W 1945 roku w świątyni wojska sowieckie urządziły kuźnię. Po wyremontowaniu kościoła, w dniu 16 października 1949 roku, ksiądz biskup Jan Szeruda odprawił w nim uroczyste nabożeństwo. W 2002 roku świątynia obchodziła setną rocznicę istnienia.